# اتحاد نساء العراق
اتحاد نساء العراق كانت مجموعة مناصرة نسائية تأسست في عام 1945 واستمرت حتى حملة الحكومة العراقية على المنظمات اليسارية في أواخر عام 1950. وركز الاتحاد خلال عمله على الدفاع عن قضايا المرأة الرئيسية فيما يتعلق بالتعليم وحقوق الزواج وحقوق العمل، مع الانخراط على قدم المساواة في العمل الاجتماعي الخيري مباشرة. بسبب المناخ السياسي في العراق في ذلك الوقت، من المعروف أن الاتحاد قام باستعداء الذكور التقليديين بشدة مع الاحتفاظ في الوقت نفسه بعلاقات وثيقة مع النخبة السياسية. بنت المنظمة أسسها على مجموعات مناصرة نسائية أخرى ظهرت سابقا في الشرق الأوسط، وعملت كهيئة تنسيق لأنشطة المجموعات الأخرى تلك. ازداد نمو الاتحاد بشكل أكبر خلال أواخر عقد 1940 حيث اكتسبت مجموعات الدعوة النسائية مكانة بارزة خلال الحرب العالمية الثانية.

## معلومات أساسية
تأسست أول منظمة نسائية في العراق في عام 1923، وحصلت النساء العراقيات على مكتسبات في المساحات السياسية والاجتماعية من خلال المشاركة بقوة في حركة الاستقلال في البلاد. من بداية الاحتلال البريطاني، خلال فترة الولاية، وحتى عصر استقلال العراق (قبل الثورة وبعدها)، أصبحت النساء قوة سياسية بارزة. وشملت المنظمات البارزة جمعية الهلال الأحمر، جمعية حماية الطفل [الإنجليزية]، جمعية بيوت  الشعب [الإنجليزية]، والرابطة النسائية ضد الفاشية والنازية [الإنجليزية]. اكتسبت مثل هذه المنظمات زخماً خلال عقد 1940، وارتفعت طوحات الجماعات النسائية الخيرية والسياسية والدينية والنسوية.
تأسس الاتحاد الدولي للمرأة كمنظمة جامعة لتنسيق أنشطة المجموعات النسائية الموجودة في العراق، والتي خرجت من مؤتمر الاتحاد النسوي العربي [الإنجليزية] ديسمبر 1944. تعرض الاتحاد الدولي للمرأة في وقت لاحق لبعض الانتقادات التي ادعت بأن اتحاد نساء العراق كان طبقي التأثيرات لأنه تكون في المقام الأول من مجموعة من نساء الطبقة العليا مرتبطات إلى حد كبير بالمؤسسة السياسية، يقال إن كلاهما يساهم في الانشقاق اللاحق عن المنظمات اليسارية والشيوعية.
كان الاتحاد الدولي للمرأة نشطا على مدى عقدين من الزمن في العمل الخيري والتعليم والاتصال بين المجموعات النسائية، وكذلك في الدعوة إلى إزالة وصمة العار عن المحرمات مثل العمل بالجنس والطلاق والحضانة وحقوق العمل للمرأة وحقوق الملكية.

## التاريخ
كان الاتحاد الدولي للمرأة منظمة تركز على العمل الخيري والاجتماعي، بينما تعمل على خلق فرص للنساء لمشاركة أفكارهن والنهوض بحقوقهن. تأسست بعد مؤتمر المرأة العربية [الإنجليزية] في القاهرة، كانت المجموعة تتمحور حول الاعتقاد بأن المرأة يجب أن تتقدم أكثر في المجتمع قبل منحها حق التصويت الكامل في خطوة مميزةامرأة جديدة'سميت في ذلك الوقت. افترض هذا المنظور كذلك أن المرأة العصرية هي التي يجب فهمها على أنها «متعلمة ومهنية ووطنية ومواطنة قادرة على بناء الدولة الحديثة».

شعار جمعية الهلال الاحمر العراقي

ابتداء من عام 1920، اكتسبت الدعوة للمرأة مكانة بارزة مع إنشاء نادي الصحوة النسائية [الإنجليزية]، كانت هناك مناقشات كبيرة حول كيفية التحديث يجب المضي قدما تجاه دور المرأة في المجتمع العراقي. كان الضغط الديموغرافي الرئيسي ضد حقوق المرأة في ذلك الوقت من الذكور التقليديين والمحافظين. كانت ولادة منظمات الدفاع عن المرأة بمثابة بداية لحركة مهمة.
وفي هذا السياق، تأسس الاتحاد الدولي للمرأة في عام 1945. كان الاتحاد ائتلافاً لدعم وتنسيق التعاون عبر الجمعيات النسائية القائمة في العراق، بهدف رفع مكانتها الاجتماعية والمدنية والاقتصادية، فضلاً عن تحسين وضعها الصحي والقانوني. كانت بدايتها في عام 1945 مدفوعة بزيادة اليأس من الظروف. منذ 1920 فصاعداً، أصبحت بغداد مركزاً للهجرة من الريف إلى الحضر، فر العديد من حيازة الأراضي [الإنجليزية] الذي جعلهم مدينين وخاضعين لأصحاب الأراضي والشيوخ. أثارت هذه الهجرة الجماعية أزمات صحية واجتماعية في بغداد تصاعدت على مدار عقد 1930. شعرت عضوات الاتحاد، الذين غالبا ما كن عضوات في النخبة السياسية والاجتماعية، «بواجب وطني» من أجل إشراك النساء، وبحلول وقت إنشاء الاتحاد، بدأ النشاط من جانب النساء ومن أجلهن للتخفيف من حدة هذه الظروف.
في عام 1947، بعد حملة حكومية على المنظمات الناشطة، طردت عضوات جمعية الرابطة النسائية [الإنجليزية] (التي كانت مجموعة مكونة من الاتحاد)، من الاتحاد نظراً لوقوفهم اليساري العلني. توسع الاتحاد في وقت لاحق وأسس الرابطة النسائية العراقية [الإنجليزية] التي استوعبت العديد من العضوات الاشتراكيات في الاتحاد السابق. وهكذا، تأثرت رابطة الدفاع عن حقوق المرأة إلى حد كبير بسياسات الأحزاب المناهضة للإمبريالية. في حين أصبح هذا الأخير واضح منظمة سرية، واصل الأول العمل في إطار النظام السياسي القائم وتمتع بدعم من الحكومة والعائلة المالكة. كان الاتحاد الدولي للمرأة يركز في المقام الأول على القانون والتدابير الإصلاحية لسن التغيير، مع الحرص الشديد على عدم انتقاد النظام. وشملت مجالات الدعوة: الأمية والفقر والعمل والحضانة وحقوق الملكية والمرض-لم يتم تنظيم أي تعبئة جماهيرية من قبل الاتحاد.

## هيكلية التنظيم
كانت هناك خمس مجموعات ممثلة في الاتحاد الدولي للمرأة: فروع المرأة في جمعية الهلال الأحمر وجمعية حماية الطفل (أو الرعاية الاجتماعية)، وجمعية بيوت الشعب، وجمعية اعتدال المرأة والرعاية الاجتماعية، وجمعية الرابطة النسائية (التي حلت محلها لاحقا جمعية الوطن العربي). كان لكل جمعية ثلاثة أعضاء في السلطة التنفيذية للاتحاد الدولي للمرأة، ضم الاتحاد إجمالاً 15عضوة.

## الأنشطة
وساعد الاتحاد في تنسيق التعاون بين مختلف المجموعات التي يمثلها الاتحاد. والجدير بالذكر أن المنظمة قدمت محاضرات وأفلام ومسرحيات خاصة وساعدت في الإغاثة في حالات الكوارث الطبيعية ودعمت المشاركة السياسية للمرأة. يقترح المؤرخون أن العضوية في المجموعة ساعدت النساء في الشعور بالدعم وفي القيام بنشاط سياسي مفتوح. ساهم في إلغاء الدعارة القانونية، مخاوف بشأن حضانة الأطفال بعد الطلاق، واشتراط أن تضم المحاكم القضائية امرأة في هيئتها. عززت المنظمة النهوض بظروف العمل للممرضين والممرضات، وضغطت من أجل حماية حقوق الملكية طوال فترة إلغاء الأوقاف العائلية.
كما افتتح الاتحاد العديد من العيادات في بغداد، بما في ذلك واحدة في عام 1946 في الشيخ عمر، وهو حي فقير يضم المهاجرين مجاور لمكبات الصرف الصحي. في الشيخ عمر، وصلت معدلات وفيات الرضع إلى 250 لكل 1000 بلغت نسبة الأطفال الذين لديهم فرصة للوصول إلى سن العاشرة 50 في المائة فقط. وقدمت العيادات التي افتتحها الاتحاد الدولي للمرأة الحليب الطازج وزيت السمك والملابس للأطفال الرضع وتلقيح الأطفال ضد التيفوئيد والجدري.
توسعت العيادة في الشيخ عمر، وتمكنت من مساعدة 30000 شخص في عام 1948. قامت الجمعية بعد ذلك بتطوير العديد من البرامج الأخرى للأمهات والأطفال الحضريين في بغداد وفي عام 1953، وصل موظفو عيادات الاتحاد الدولي للمرأة إلى أكثر من 4500 منزل وقدموا دروسا في تغذية الطفولة والرضاعة الطبيعية. كما كتبت نوجا افراتي: «ادعت الجمعية أنه منذ إنشائها وبسبب جهودها، انخفضت معدلات وفيات الأطفال من 33 في المئة في منتصف 1940 إلى ثلاثة في المئة في منتصف 1950».

## تراجع
يمكن إرجاع تراجع الاتحاد إلى حملة الحكومة العراقية عام 1947 على المنظمات اليسارية وبعد ذلك استمر نمو الاتحاد بوتيرة أبطأ. أدى النمو البطيء للاتحاد إلى استحداث فرع خارج المنظمة يسمى رابطة الدفاع عن حقوق المرأة [الإنجليزية]. لضمان الاستقرار التنظيمي، واصل الاتحاد الدولي للمرأة مجاراة الوضع الراهن وتسامح مع السياسة النخبوية. وهكذا، حتى عام 1954 وهكذا، حتى أدى حظر الحكومة العراقية للنقابات عام 1954 إلى حل الاتحاد رسميًا، ظلت المنظمة صغيرة نسبيًا.

## تراث

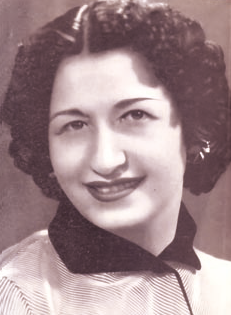
صبيحة الشيخ داود، عضو بارز وقائد الاتحاد

إرث الاتحاد النسائي العراقي مختلط. على الرغم من أن المنظمة قدمت دعما ملموسا للترويج لقضايا المرأة في العراق في منتصف القرن، إلا أن العلماء يناقشون مدى تأثير الاتحاد الدولي للمرأة مقارنة بنظرائه السريين. إن النقد الشائع للاتحاد الدولي للمرأة هو تحيزه ودعمه للحكومة العراقية وعضويته التي تعكس إلى حد كبير-شريحة من الطبقة العليا والغنية من الناشطات العراقيات-لدرجة أنه وصف من قبل البعض بأنه ناد فكري لزوجات الوزراء أكثر من كونه منظمة ناشطة حقيقية.
وقد اقترحت نوجا إفراتي نوعين متميزين من المنظمات النسائية التي كانت موجودة في القرن 20 في العراق - تلك التي أقرها النظام وتلك التي عملت بسرية. يقع الاتحاد الدولي للمرأة في الفئة الأولى، مع المنظمات النظيرة مثل مؤتمر المرأة العربية [الإنجليزية]الرابطة النسائية العراقية [الإنجليزية] (رابطة الدفاع عن حقوق المرأة) تعكس بشكل أكبر النشاط الذي كان من المرجح أن يثير غضب النظام الحاكم.
نظم IWU محاضرات تعليمية، وعرض أفلامًا وثائقية وغيرها من الأعمال التعبيرية، وأنشأ عيادات، وضغط من أجل تحقيق تقدم ملموس في عمل المرأة، وحضانة المرأة، وحقوق الملكية، وكانت إلى حد بعيد واحدة من أصحاب المصلحة البارزين في قائمة المنظمات النسائية العراقية.
قانون الأحوال الشخصية لعام 1959 مرر من قبل الحاكم السابق للعراق، عبد الكريم قاسم، ضمن مساواة المرأة في تعدد الزوجات والميراث والموافقة على الزواج والطلاق. ويعزى التقدم المتجسد في إقرار قانون المركز إلى حد كبير إلى المنظمات السياسية تحت رعاية الاتحاد الدولي للمرأة الذي قام بحملة من أجل حقوق المرأة.

## أعضاء بارزون
من أهم أعضاء الاتحاد هي صبيحة الشيخ داود. أصبحت أول محامية في العراق، وكانت عضوا مؤسسا في نادي الصحوة النسائية. أصبحت نائبة رئيس الاتحاد في أوائل 1950، وكان لها دور فعال في الحفاظ على علاقة ودية بين الاتحاد والحكومة طوال الفترة التي شاركت فيها. توضح أعمالها المكتوبة بالتفصيل أن تحديث العراق سيعتمد على وجود نساء عراقيات واعيات اجتماعيا واقتصاديا يمكنهن التعرف على أنفسهن كجزء من المشروع الوطني. ودعت في وقت لاحق إلى زيادة التعليم وحقوق العمل والتمثيل القانوني / السياسي للمرأة باعتبارها مهمة لعملية التحديث الأوسع. (زهرة علي)